# Face Down (嵐の曲)
『Face Down』（フェイス ダウン）は、日本の男性アイドルグループ・嵐の通算38枚目となるシングル。2012年5月9日にジェイ・ストームから発売された。

## 概要
- 前作「ワイルド アット ハート」から約2ヶ月ぶりのシングル。

- 初回限定盤、通常盤の2形態で発売。[1]

- 表題曲は、メンバーの大野智主演 フジテレビ系月9ドラマ『鍵のかかった部屋』及び、前作に引き続き5作連続のドラマ主題歌であり、同じくメンバーの櫻井翔がRap詞を手掛けている。また、嵐はフジテレビの前クールに放送された、松本潤主演の『ラッキーセブン』の主題歌も手掛けており、月9ドラマの主題歌を2クール連続で同じアーティストが担当するのは初めてである。

- 初回限定盤には、表題曲のビデオ・クリップと、カップリング曲「ひとりじゃないさ」に加え、オリジナル・カラオケ1曲を収録。

- 通常盤には、カップリング曲「目指した未来へ」と、オリジナル・カラオケ2曲を収録。

## その他
- PVの監督は、デビュー曲「A・RA・SHI」などを手がけた川村ケンスケ。

- テーマは「君は私は誰なのか？」“自分のもうひとりの自分”と対峙しなければならない苦悩や葛藤を歌っている。

- シングルの表題曲に、櫻井のラップが入るのは「Believe」以来約3年ぶりとなる。ファン曰く大野の主演ドラマの主題歌は「ミステリアスなイメージの曲ばかり」らしい[2]。

## カップリング曲について
- 「ひとりじゃないさ」（初回限定盤のみに収録）と「目指した未来へ」（通常盤のみに収録）はストーリーがつながっており、前者では別れの苦悩や辛さを、後者では離ればなれでも互いを思い続けるということを歌っている。

- 「ひとりじゃないさ」には「目指した未来へ」、「目指した未来へ」には「ひとりじゃないさ」というフレーズが歌詞にそれぞれ含まれている。ちなみに、嵐としては珍しい、短調風な曲である。(ハ短調)[独自研究?]

## 封入特典

### 初回限定盤
- 16P歌詞ブックレット

## チャート成績
- 2012年5月21日付オリコン週間シングルチャートで初登場1位にランクインした[3]。1位獲得は「PIKA★★NCHI DOUBLE」から27作連続、通算34作目である[3]。初動売上は52.6万枚となり、累計売上は62.0万枚[3]。前作の初動（55.0万枚）を2.4万枚下回ったものの、嵐のシングルが初動50万枚を突破するのは「Løve Rainbow」から7作連続で、累計売上も後に60万枚を突破した。

- 尚、同日付のオリコン週間シングルチャートではNMB48「ナギイチ」が初動37.6万枚で2位にランクインしたことで10年10か月ぶりに週間2位の売上が30万枚を突破しており、オリコンのニュース記事はこの週間チャートについて「近年稀に見るハイレベルな争いとなった」と記している[4]。

## 収録曲

### CD

#### 通常盤
1. Face Down [3:57]
作詞：eltvo
Rap詞：櫻井翔
作曲：Albi Albertsson, Royce.H, Vincent Stein, Kontantin Scherer
編曲：metropolitan digital clique, Vincent Stein, Kontantin Scherer
  - 大野智主演 フジテレビ系月9ドラマ『鍵のかかった部屋』主題歌
2. 目指した未来へ [4:37]
作詞：Mi-n, alleztune
作曲・編曲：HIKARI
  - 本作初回限定盤カップリング「ひとりじゃないさ」アンサーソング
3. Face Down（オリジナル・カラオケ）
4. 目指した未来へ（オリジナル・カラオケ）

#### 初回限定盤
1. Face Down
2. ひとりじゃないさ [4:59]
作詞：Task
作曲：Shingo Asari
編曲：Hirofumi Sasaki
本作通常盤カップリング「目指した未来へ」は、この曲のアンサーソングである。
3. ひとりじゃないさ（オリジナル・カラオケ）

### DVD
※初回限定盤のみ
1. 「Face Down」ビデオ・クリップ

## 収録アルバム
- ウラ嵐マニア（初回限定盤#2, 通常盤#2）
- Popcorn（#1）
- 5×20 All the BEST!! 1999-2019（#1）
- ウラ嵐BEST 2012-2015（初回限定盤#2, 通常盤#2）

## 映像作品
Face Down
- ARASHI アラフェス NATIONAL STADIUM 2012
- ARASHI LIVE TOUR Popcorn
- ARASHI アラフェス'13 NATIONAL STADIUM 2013
- ARASHI Anniversary Tour 5×20

## Face Down: Reborn
『Face Down : Reborn』（フェイス・ダウン リボーン）は、嵐のデジタルシングル。2020年6月26日にジェイ・ストームから配信された。

### 概要
嵐の過去のシングル曲をリプロダクション（リアレンジ・レコーディング）する"Reborn"企画の第5弾である。
配信日と同日にリリックビデオも公開された。リリックビデオには原曲「Face Down」のミュージック・ビデオのシーンが一部使用されている。
原曲とは異なりラップ詞は存在していない。

### 収録トラック
1. 「Face Down : Reborn」 - 3:54
  - Lyrics by eltvo
  - Music by Albi Albertsson, Royce.H, Vicent Stein, Konstantin Scherer
  - English Lyrics by Ellen Shipley
  - Produced by BloodPop®
  - Co-Produced by Tom Norris
  - 38thシングルのリプロダクション（リアレンジ・レコーディング）楽曲